# Chaîne Grosvenor
La chaîne Grosvenor (en anglais : Grosvenor Mountains) est un massif montagneux de la chaîne de la Reine-Maud, dans la chaîne Transantarctique, en Antarctique. Son point culminant, le pic Mom, s'élève à 3 260 mètres d'altitude dans le massif Otway. En dehors de celui-ci, la chaîne se compose essentiellement de nunataks.

## Sommets principaux
- Pic Mom, 3 260 m
- Mont Spohn, 3 240 m
- Mont Petlock, 3 194 m
- Mont Burnstead, 2 992 m
- Mont Cecily, 2 870 m
- Mont Raymond, 2 820 m
- Nunatak Aitken, 2 783 m
- Mont Pratt, 2 780 m
- Nunatak Mauger, 2 780 m
- Pic Block, 2 770 m
- Mont Block, 2 770 m
- Nunatak Larkman, 2 660 m

## Histoire
La chaîne Grosvenor est découverte en novembre 1929 par Richard E. Byrd lors de son vol vers le pôle Sud et nommée en l'honneur de Gilbert Hovey Grosvenor, président de la National Geographic Society, qui a participé au financement de son expédition. Plusieurs sommets près du mont Raymond auraient été aperçus par Ernest Shackleton en 1908 mais confondus avec le chaînon Dominion.